# Jérémy Mathieu
Pour les articles homonymes, voir Mathieu.
Jérémy Mathieu, né le 29 octobre 1983 à Luxeuil-les-Bains, en Haute-Saône, est un footballeur international français évoluant au poste de défenseur du début des années 2000 à celui des années 2020.
Formé au FC Sochaux, Jérémy Mathieu passe professionnel en 2002 et gagne la Coupe de la Ligue deux ans plus tard avec son club formateur. Parti au Toulouse FC en 2005, le défenseur prend la direction du Valence CF en 2009, avant de jouer pour le FC Barcelone durant trois saisons, et de remporter la Ligue des champions en 2015 avec le club catalan. Joueur du Sporting Portugal entre 2017 et 2020, Jérémy Mathieu prend définitivement sa retraite en 2023, après deux saisons en amateur.
Retenu en équipe de France jeunes puis en sélection A à partir de 2011, J'érémy Mathieu ne s'y impose jamais dans la durée et, sélectionné pour l'Euro 2016 en France, il doit déclarer forfait sur blessure.

## Biographie

### Enfance et formation à Sochaux
Jérémy Mathieu réside toute sa jeunesse à Esboz-Brest ; il touche ses premiers ballons à Saint-Sauveur (débutant et poussin), où il est repéré comme « prometteur » par ses entraîneurs, puis il rejoint Froideconche, petite ville de la Haute-Saône où ses parents tiennent un bar. Son père Patrick a joué au football en Division d'Honneur et son frère aîné est un bon gardien de but dont le parcours est stoppé par un accident de moto à vingt ans. Jérémy fréquente le club local dès ses cinq ans.
Dès 1996, le FC Sochaux-Montbéliard contacte la famille Mathieu pour que Jérémy, 13 ans, intègre le club. Sa mère ne voulant pas qu'il intègre le centre de formation, il intègre pendant deux ans la classe-foot du collège Claude-Mathy à Luxeuil-les-Bains, sa ville natale. Surclassé, il s'entraîne chaque jour de la semaine avec le collège et joue le week-end avec les « 15 ans Nationaux » sochaliens. Au terme de ces deux années, Jérémy intègre le tout neuf Centre de formation aux métiers du football Roland-Peugeot. Après quelques bizutages dus à sa timidité et sa couleur de cheveux, ses éducateurs, dont Bertrand Reuzeau et François Blaquart, lui demandent d'être moins nonchalant et de se mettre au travail. À seize ans, Jérémy est sur la sellette et le club lui lance un ultimatum qui provoque un déclic chez lui. À la même époque, il a des premiers contacts avec des clubs italiens dont le Milan AC et l'Atalanta Bergame. Convoqué par Jean Fernandez, il analyse avec lui la situation et Mathieu signe son premier contrat professionnel.

### Débuts au FC Sochaux (2002-2005)
Jérémy Mathieu commence sa carrière professionnelle en 2002 au FC Sochaux-Montbéliard. Il joue son premier match de Ligue 1 lors de la saison 2002-2003 contre CS Sedan. Il fête sa première titularisation contre le champion en titre, Lyon en août 2002, et se trouve au marquage de Sidney Govou (victoire 2-1). Bien qu'il ne soit âgé que de 18 ans, Mathieu devient titulaire et inscrit son premier but comme professionnel lors d'un match face à Rennes. Il joue 23 matchs, marque 4 buts et est une pièce essentielle de l'équipe qui se classe 5e en championnat, se qualifiant ainsi pour la Coupe de l'UEFA.
Lors des deux saisons suivantes, Jérémy Mathieu joue 63 matchs et marque 6 buts. Il joue à un bon niveau en compétition européenne (14 matchs, 2 buts). En 2004, Sochaux remporte la Coupe de la Ligue.

### Confirmation au Toulouse FC (2005-2009)
Après trois saisons avec Sochaux, Jérémy Mathieu signe avec Toulouse FC un contrat de quatre ans en 2005 (en même temps que son coéquipier Francileudo Santos). Il débute avec son nouveau club contre Sochaux (victoire 1 à 0). Mathieu dispute 36 matchs et inscrit deux buts lors de sa première saison à Toulouse.
Lors de la saison 2006-2007 il participe activement à la troisième place du Toulouse FC qui se qualifie pour la Ligue des champions.

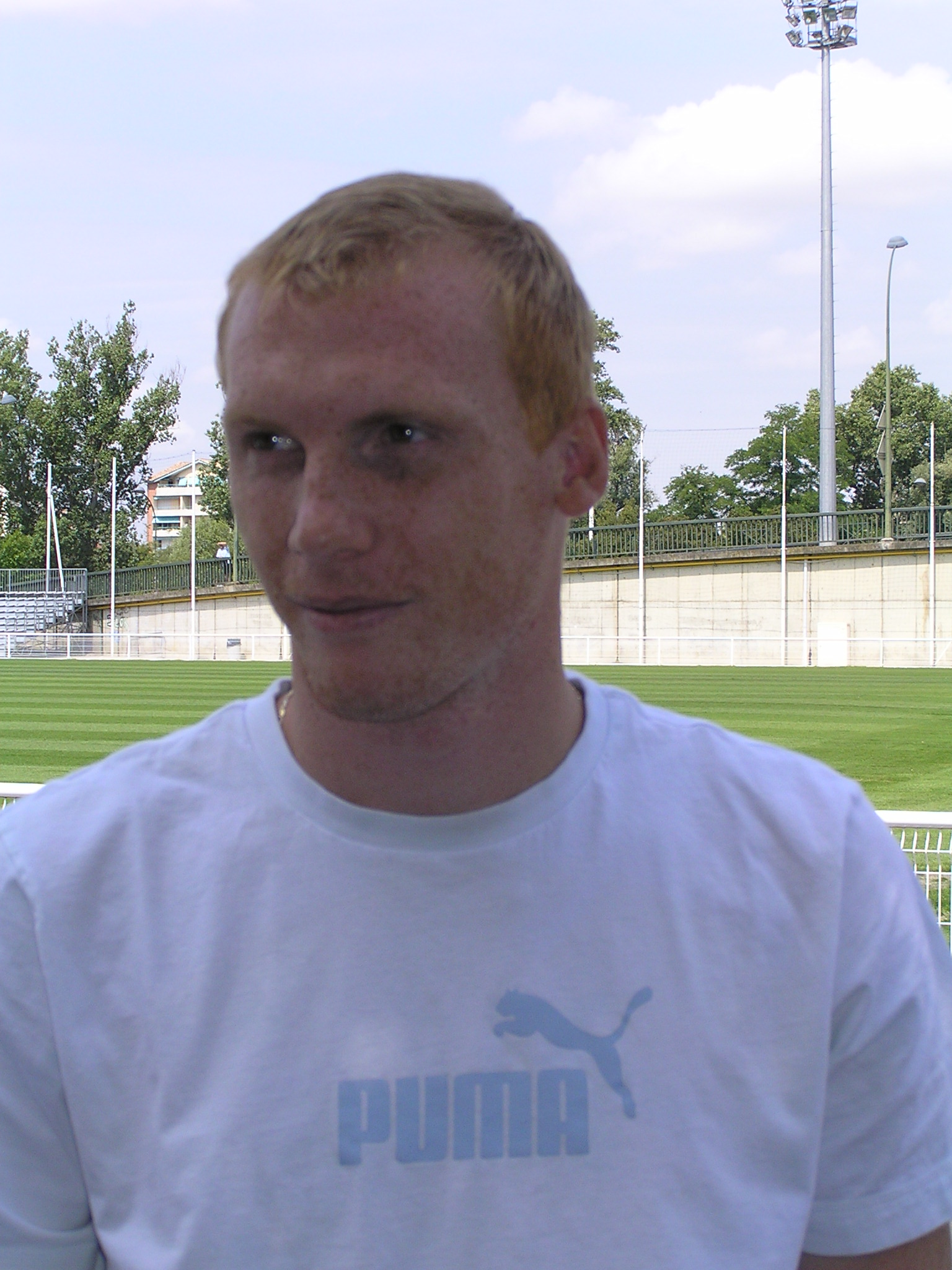
Jérémy Mathieu en 2007.

La saison 2007-2008 est mauvaise aussi bien pour Toulouse que pour Mathieu qui se fracture un os du pied et reste indisponible pendant plusieurs mois. Toulouse évite de justesse la relégation en D2.
Plusieurs clubs italiens comme l'AS Rome s'intéressent à Jérémy Mathieu, mais Toulouse refuse de le transférer. Mathieu de son côté refuse de renouveler son contrat. À la fin de la saison 2008-2009, alors qu'il lui reste une année de contrat, Jérémy Mathieu quitte la Ligue 1 et le Toulouse FC le 13 juin 2009 pour rejoindre Valence CF et la Liga.

### International au Valence CF (2009-2014)
En 2009, Jérémy Mathieu signe un contrat de trois ans en faveur du Valence CF alors entraîné par Unai Emery. Il devient vite indispensable à la formation valencienne reléguant sur le banc Asier del Horno, l'autre latéral gauche de l'équipe. Mathieu dispute la majorité des matches lors de sa seconde saison en Espagne.
En avril 2011, il prolonge son contrat avec Valence de deux saisons supplémentaires. En septembre 2012, il se blesse gravement au tendon d'Achille et reste indisponible pendant cinq mois.
Arrivé à Valence comme latéral gauche, Mathieu est reconverti en défenseur central par l'entraîneur Ernesto Valverde le 22 février 2013 lors d'un match contre le Real Saragosse. Jérémy Mathieu s'adapte bien à sa nouvelle position et devient titulaire à ce poste.

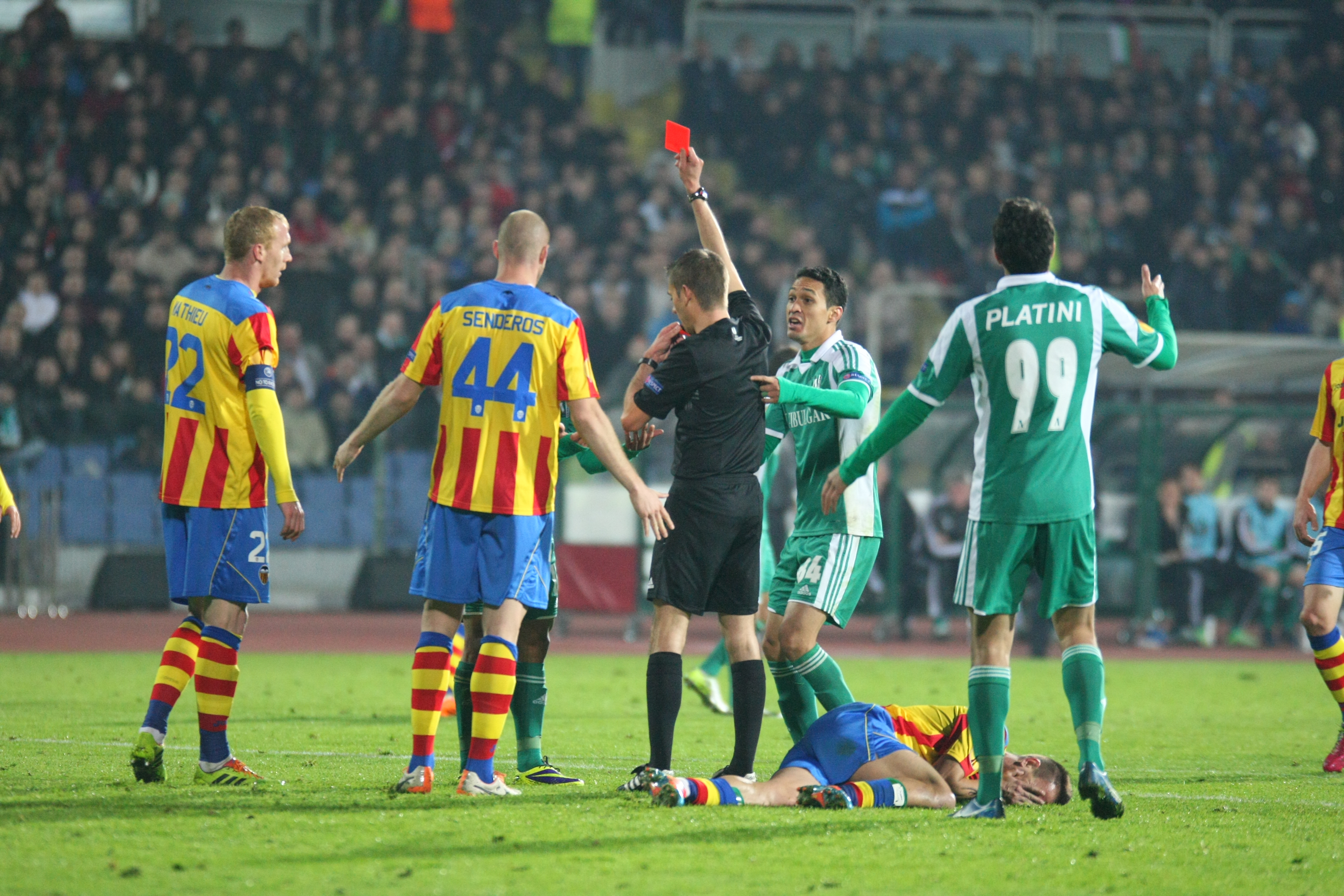
Mathieu (à g.) capitaine de Valence, ici en mars 2014.

La saison 2013-2014 est la première de Mathieu en tant que défenseur central à plein temps. L'exclusion d'Adil Rami en octobre 2013 facilite son maintien dans l'axe. À la suite des départs de David Albelda et Roberto Soldado, Jérémy Mathieu devient le capitaine de l'équipe.

### Titres avec le FC Barcelone (2014-2017)
Répondant au profil de défenseur polyvalent recherché par Luis Enrique, nouvel entraîneur du FC Barcelone, Jérémy Mathieu signe le 23 juillet 2014 un contrat de quatre ans (plus une année en option) en faveur du club catalan. Jérémy raconte en 2021 ses hésitations à changer de club : « Je ne voulais pas aller au Barça. Quand le club m'a sollicité, j'étais capitaine à Valence, j'appréciais ma vie là-bas et je me demandais : est-ce que je vais cirer le banc à Barcelone ? Quand j'ai reçu le contrat que me proposait Barcelone, j'ai rédigé un nouveau contrat, sur lequel figurait un salaire d'un niveau entre celui que je touchais à ce moment-là et celui que me proposait le Barça. J'ai montré ce faux contrat au directeur sportif de Valence, (Francisco) Rufete, en lui disant : "Si vous me donnez ça, je reste." Il m'a répondu: "Ça ne devrait pas poser de problème." On a appelé ensemble le président (Amadeo Salvo), qui a refusé. Rufete n'en revenait pas... J'ai déchiré le papier et je leur ai dit: "Alors je m'en vais." J'ai compris qu'ils ne comptaient pas sur moi ». Le montant du transfert avoisine les 20 millions d'euros,. Il devient le 19e Français de l'histoire à porter le maillot du Barça.

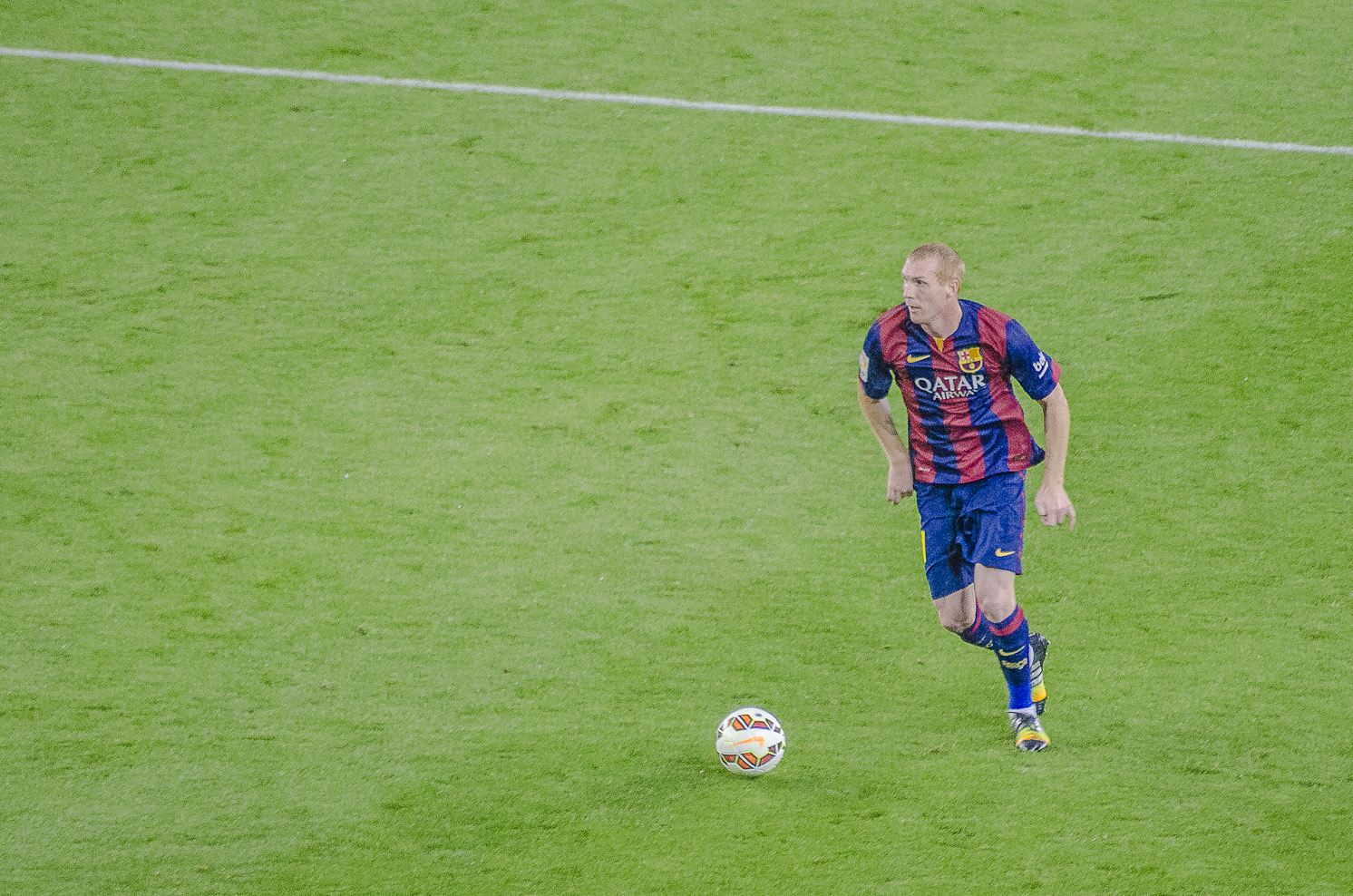
Mathieu avec le Barça en octobre 2014.

Il commence la saison comme titulaire indiscutable. Le 15 janvier 2015, en match de Coupe, il inscrit son premier but sous les couleurs du Barça sur un coup franc. Ses très bonnes performances avec Barcelone lui valent un retour en équipe de France. Au terme de sa première saison 2014-15, Jérémy Mathieu remporte un quintuplé historique : championnat, Coupe d'Espagne, Ligue des champions, Supercoupe de l'UEFA et la Coupe du monde des clubs de la FIFA avec son club. Le Français fait partie des cadres de l'équipe avec 41 apparitions.

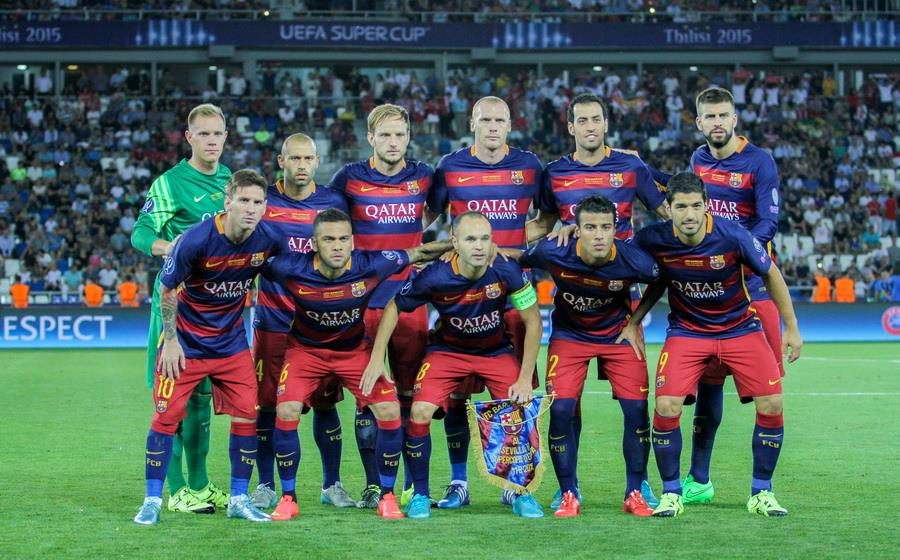
Mathieu avec la Barça pour la Supercoupe de l'UEFA 2015.

Blessé au cours d'un match en sélection nationale le 29 mars 2016, Mathieu est autorisé par l'encadrement médical de son club à reprendre la compétition le 7 mai. Il remporte pour la seconde fois consécutive, le championnat d'Espagne et une semaine plus tard la Coupe d'Espagne. Il dispute 34 matchs (toutes compétitions confondues et seuls les pépins physiques l'éloignent des terrains.
En août 2016, Jérémy Mathieu remporte la Supercoupe d'Espagne face au FC Séville, mais se blesse lors du match aller à la 27e minute et se fait remplacer par Lucas Digne. Lors de la troisième journée du championnat d'Espagne, il marque son premier but de la saison, face au promu Alavés, mais son équipe s'incline 1-2 au Camp Nou. Le 19 octobre 2016, face à Manchester City, Mathieu entre en jeu à la 39e minute à la suite de la blessure de Gerard Piqué, mais se fait expulser, pour la première fois avec le Barça, à la 79e minute. Le 11 avril 2017, face à la Juventus, son équipe s'incline 3-0 en quart de finale de la Ligue des champions au match aller. À la suite de sa mauvaise prestation, Luis Enrique décide de ne plus convoquer le Français pour les matchs restants de la saison. Le 27 mai 2017, son équipe remporte la Coupe du Roi face à Alavés sur le score de 3-1. Jérémy témoigne de cette période début 2024 : « C’est un coach qui ne te parle pas beaucoup et que ne te met pas trop en confiance. (...) Je faisais des gros matchs et après j’étais sur le banc. Donc en fait, j’avais besoin de continuité. C’est ça que je ne comprenais pas. Mais il ne m’a jamais expliqué pourquoi. (...) Nous c’était comme ça et moi, j’ai eu du mal à la fin ».

### En équipe nationales

#### Équipe de France A (2011-2016)
En 2007, Jérémy Mathieu est sélectionné deux fois en équipe de France A'. Il est convoqué en équipe de France par Raymond Domenech le 17 août 2007 afin de participer au match amical opposant la France face à l'équipe de Slovaquie mais n'entre pas en jeu.
Le 4 octobre 2011, il est convoqué en dernière minute par Laurent Blanc, en compagnie de Djibril Cissé, pour compenser les nombreux forfaits pour les deux matches comptant pour les éliminatoires de l'Euro 2012 face à l'Albanie et la Bosnie-Herzégovine. Là encore, Mathieu n'entre pas en jeu.
Il honore finalement sa première sélection en équipe de France A, le 11 novembre 2011 en tant que titulaire au poste d'arrière gauche face aux États-Unis (1-0),.
Jérémy Mathieu connaît sa seconde sélection le 9 juin 2013 contre le Brésil (défaite 0-3).
Le 31 août 2014, il est convoqué par Didier Deschamps pour les matchs amicaux face à l'Espagne et la Serbie. Il est titularisé face à la Serbie.
Le 29 mars 2016, lors d'un match amical contre la Russie, il entre en jeu après la blessure de Patrice Évra, mais se blesse à son tour quelques minutes seulement après son entrée en jeu, victime d'une déchirure du ménisque interne du genou gauche. Il est opéré deux jours plus tard. Apte à partir du 7 mai, il fait partie de la liste des 23 joueurs français sélectionnés pour disputer l'Euro 2016 mais une blessure à un mollet contractée lors de la finale de la Coupe du Roi le contraint à déclarer forfait pour l'Euro 2016. Mathieu est alors remplacé par Samuel Umtiti.
Le 30 septembre 2016, alors qu'il est appelé pour les deux matchs de l'équipe de France de début octobre contre la Bulgarie et les Pays-Bas, matchs de qualification pour la Coupe du monde 2018, il annonce mettre un terme à sa carrière internationale.

### Fin professionnelle au Sporting CP (2017-2020)
À partir du 3 juillet 2017, il s'entraîne avec le Sporting du Portugal pour une période d'essai. Le 7 juillet, il y signe un contrat de deux ans. Le Sporting ne verse pas de transfert au Barça, le club espagnol acceptant de le laisser partir gratuitement, mais le joueur perçoit une prime à la signature de 3M€. Le 16 septembre 2017, il inscrit son premier but sous ses nouvelles couleurs sur coup franc.
Titulaire régulier lors de la saison 2019-2020, il fait 25 apparitions (pour trois buts) toutes compétitions confondues.
Il annonce sa retraite le mercredi 24 juin 2020 après une nouvelle blessure importante contractée à l’entraînement au genou gauche, alors qu'il repousse initialement sa retraite d'un an en raison du coronavirus.

### Retour en amateur, vie privée et reconversion
En couple avec Sophie, ils sont les parents de deux garçons, Kyllian, né en 2006, et Quentin, né le 25 août 2008 à Toulouse.
En septembre 2021, après une année sans jouer, Mathieu s'engage à Luynes Sports, formation de Régional 2 (septième division) dans les Bouches-du-Rhône. L'équipe finit premier avec cette même équipe lors de la saison 2022-2023 et remporte le titre de champion de R2. Il raccroche les crampons et met un terme à sa carrière le lundi 23 octobre 2023, en raison de problèmes au genou,.
Il joue ensuite en loisirs à la JSP (Puy Sainte Réparade) pour retrouver ses anciens collègues.
En 2025, Jérémy Mathieu intègre le magasin Intersport à Cabriès, comme vendeur au rayon football, par l'intermédiaire d'un ancien partenaire sochalien Loïc Loval-Landré. Il aurait rejoint le magasin en mars 2025 par choix, tout en préparant son diplôme d'entraîneur.

## Style de jeu

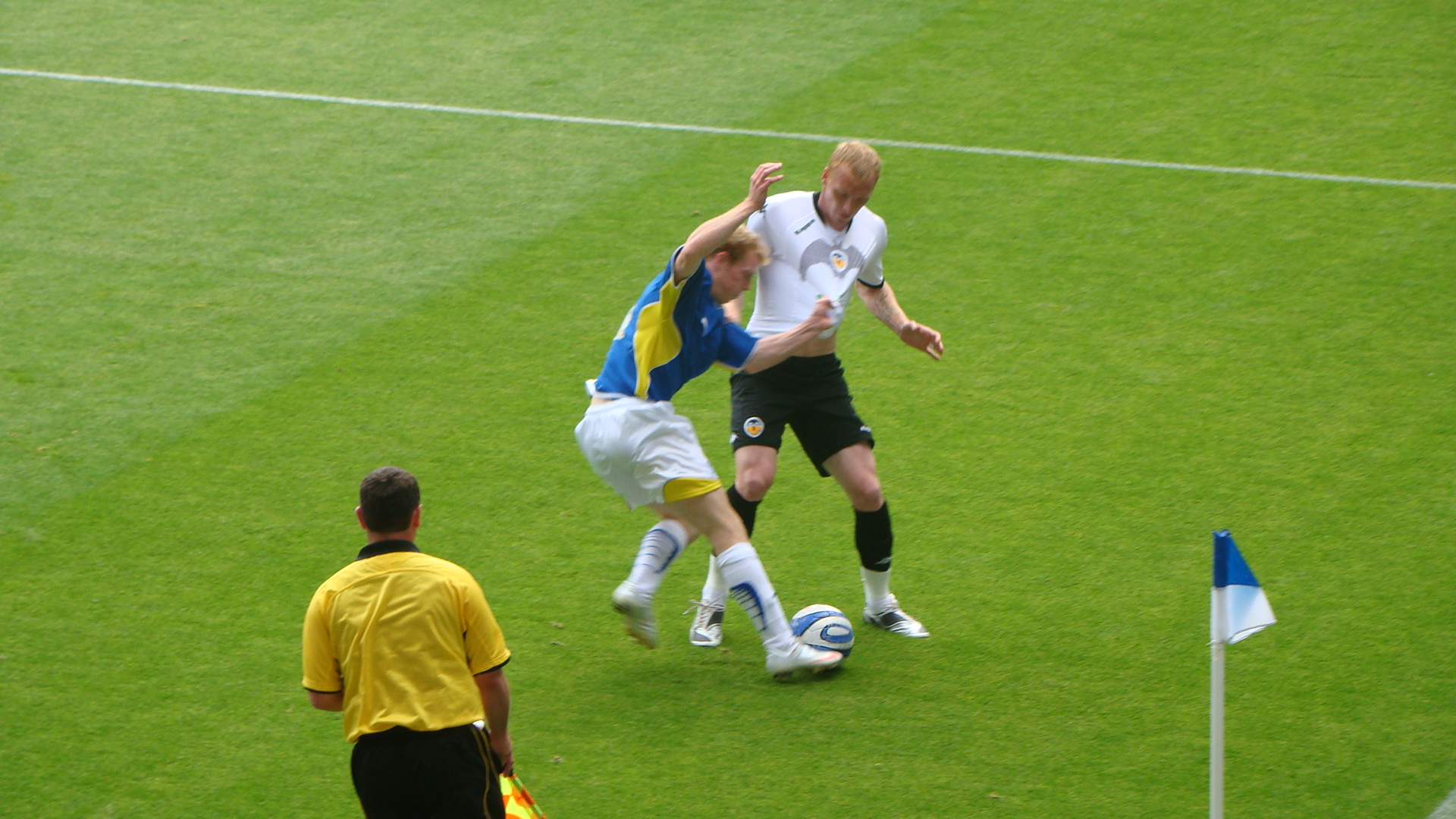
Intervention défensive de Mathieu.

Jérémy Mathieu est gaucher polyvalent capable d’évoluer au poste de défenseur central ou de latéral gauche. Après avoir débuté au milieu de terrain à sa sortie du centre de formation sochalien, il est replacé sur le côté de la défense, puis dans l'axe, au fil de sa carrière.
À ses débuts professionnels, Jérémy Mathieu est utilisé comme milieu gauche. En 2004, il déclare : « je suis plus attiré par une place de milieu défensif axial, mais jouer milieu gauche ou même arrière gauche ne me dérange pas ». Il possède une frappe lourde et tire souvent les coups francs de son équipe.
Par la suite, à Toulouse, Mathieu évolue principalement défenseur, où il met à profit sa taille et sa pointe de vitesse. Une fois en Espagne, le Français évolue principalement comme défenseur central. À son arrivée en Liga Santander, Jérémy Mathieu joue plutôt défenseur axial, notamment au FC Barcelone, où il est aligné aux côtés de l'international français Samuel Umtiti ou de l'espagnol Gérard Piqué. Il est essentiellement utilisé en numéro 3.

## Statistiques

### Par saison
| Saison                | Club                   | Championnat           | Championnat | Championnat | Championnat | Coupe nationale | Coupe nationale | Coupe nationale | Coupe de la Ligue | Coupe de la Ligue | Coupe de la Ligue | Supercoupe | Supercoupe | Supercoupe | Compétition(s) continentale(s) | Compétition(s) continentale(s) | Compétition(s) continentale(s) | Compétition(s) continentale(s) | France | France | France | Total | Total | Total |
| Saison                | Club                   | Division              | M.          | B.          | P.d.        | M.              | B.              | P.d.            | M.                | B.                | P.d.              | M.         | B.         | P.d.       | Comp.                          | M.                             | B.                             | P.d.                           | M.     | B.     | P.d.   | M.    | B.    | P.d.  |
| 2002-2003             | FC Sochaux-Montbéliard | Ligue 1               | 23          | 4           | 2           | -               | -               | -               | 3                 | 0                 | 0                 | -          | -          | -          | CI                             | 6                              | 1                              | 0                              | -      | -      | -      | 32    | 5     | 2     |
| 2003-2004             | FC Sochaux-Montbéliard | Ligue 1               | 29          | 4           | 2           | -               | -               | -               | 4                 | 2                 | 1                 | -          | -          | -          | C3                             | 6                              | 1                              | -                              | -      | -      | -      | 39    | 7     | 3     |
| 2004-2005             | FC Sochaux-Montbéliard | Ligue 1               | 34          | 2           | 5           | 4               | 0               | 0               | 2                 | 1                 | 0                 | -          | -          | -          | C3                             | 8                              | 1                              | 1                              | -      | -      | -      | 48    | 4     | 6     |
| Sous-total            | Sous-total             | Sous-total            | 86          | 10          | 9           | 4               | 0               | 0               | 9                 | 3                 | 1                 | -          | -          | -          | -                              | 20                             | 3                              | 2                              | -      | -      | -      | 119   | 16    | 12    |
| 2005-2006             | Toulouse FC            | Ligue 1               | 35          | 2           | 2           | 1               | 0               | 0               | 2                 | 0                 | 0                 | -          | -          | -          | -                              | -                              | -                              | -                              | -      | -      | -      | 38    | 2     | 2     |
| 2006-2007             | Toulouse FC            | Ligue 1               | 32          | 2           | 1           | 1               | 0               | 0               | 2                 | 0                 | 0                 | -          | -          | -          | -                              | -                              | -                              | -                              | -      | -      | -      | 35    | 2     | 1     |
| 2007-2008             | Toulouse FC            | Ligue 1               | 14          | 1           | 0           | -               | -               | -               | -                 | -                 | -                 | -          | -          | -          | C1                             | 2                              | 0                              | 0                              | -      | -      | -      | 16    | 1     | 0     |
| 2008-2009             | Toulouse FC            | Ligue 1               | 31          | 0           | 1           | 3               | 0               | 0               | 1                 | 0                 | 0                 | -          | -          | -          | -                              | -                              | -                              | -                              | -      | -      | -      | 35    | 0     | 1     |
| Sous-total            | Sous-total             | Sous-total            | 112         | 5           | 4           | 5               | 0               | 0               | 5                 | 0                 | 0                 | -          | -          | -          | -                              | 2                              | 0                              | 0                              | -      | -      | -      | 124   | 5     | 4     |
| 2009-2010             | Valence CF             | Liga                  | 17          | 1           | 2           | 2               | 0               | 0               | -                 | -                 | -                 | -          | -          | -          | C3                             | 6                              | 0                              | 0                              | -      | -      | -      | 25    | 1     | 2     |
| 2010-2011             | Valence CF             | Liga                  | 29          | 1           | 2           | 2               | 0               | 0               | -                 | -                 | -                 | -          | -          | -          | C1                             | 7                              | 0                              | 1                              | -      | -      | -      | 38    | 1     | 3     |
| 2011-2012             | Valence CF             | Liga                  | 31          | 0           | 3           | 6               | 0               | 1               | -                 | -                 | -                 | -          | -          | -          | C1+C3                          | 6+7                            | 0+0                            | 1+0                            | 1      | 0      | 0      | 51    | 0     | 5     |
| 2012-2013             | Valence CF             | Liga                  | 17          | 1           | 0           | -               | -               | -               | -                 | -                 | -                 | -          | -          | -          | C1                             | 1                              | 0                              | 0                              | 1      | 0      | 0      | 19    | 1     | 0     |
| 2013-2014             | Valence CF             | Liga                  | 32          | 3           | 0           | 4               | 0               | 0               | -                 | -                 | -                 | -          | -          | -          | C3                             | 10                             | 1                              | 0                              | -      | -      | -      | 46    | 4     | 0     |
| Sous-total            | Sous-total             | Sous-total            | 126         | 6           | 7           | 14              | 0               | 1               | -                 | -                 | -                 | -          | -          | -          | -                              | 37                             | 1                              | 2                              | 2      | 0      | 0      | 179   | 7     | 10    |
| 2014-2015             | FC Barcelone           | Liga                  | 28          | 2           | 0           | 6               | 1               | 0               | -                 | -                 | -                 | -          | -          | -          | C1                             | 7                              | 0                              | 0                              | 2      | 0      | 0      | 43    | 3     | 0     |
| 2015-2016             | FC Barcelone           | Liga                  | 21          | 0           | 2           | 7               | 0               | 1               | -                 | -                 | -                 | 1          | 0          | 0          | C1+CMC                         | 3+2                            | 0                              | 0                              | 1      | 0      | 0      | 35    | 0     | 3     |
| 2016-2017             | FC Barcelone           | Liga                  | 13          | 1           | 0           | -               | -               | -               | -                 | -                 | -                 | 1          | 0          | 0          | C1                             | 2                              | 0                              | 0                              | -      | -      | -      | 16    | 1     | 0     |
| Sous-total            | Sous-total             | Sous-total            | 62          | 3           | 2           | 13              | 1               | 1               | -                 | -                 | -                 | 2          | 0          | 0          | -                              | 14                             | 0                              | 0                              | 3      | 0      | 0      | 94    | 4     | 3     |
| 2017-2018             | Sporting Portugal      | Liga NOS              | 29          | 2           | 2           | 3               | 0               | 0               | 4                 | 1                 | 0                 | -          | -          | -          | C1+C3                          | 7+5                            | 0+0                            | 0                              | -      | -      | -      | 48    | 3     | 2     |
| 2018-2019             | Sporting Portugal      | Liga NOS              | 24          | 3           | 0           | 5               | 0               | 0               | 2                 | 0                 | 0                 | -          | -          | -          | C3                             | 2                              | 0                              | 0                              | -      | -      | -      | 33    | 3     | 0     |
| 2019-2020             | Sporting Portugal      | Liga NOS              | 19          | 1           | 1           | -               | -               | -               | 2                 | 1                 | 0                 | 1          | 0          | 0          | C3                             | 3                              | 1                              | -                              | -      | -      | -      | 25    | 3     | 1     |
| Sous-total            | Sous-total             | Sous-total            | 72          | 6           | 3           | 8               | 0               | 0               | 8                 | 2                 | 0                 | 1          | 0          | 0          | -                              | 17                             | 1                              | 0                              | -      | -      | -      | 106   | 9     | 3     |
| Total sur la carrière | Total sur la carrière  | Total sur la carrière | 458         | 30          | 25          | 44              | 1               | 2               | 22                | 5                 | 1                 | 3          | 0          | 0          | -                              | 90                             | 5                              | 4                              | 5      | 0      | 0      | 622   | 41    | 32    |

### Liste des matches internationaux
|    | Date             | Lieu                                               | Adversaire | Résultat | Compétition  | Notes                                      |
| -- | ---------------- | -------------------------------------------------- | ---------- | -------- | ------------ | ------------------------------------------ |
| 1. | 11 novembre 2011 | Stade de France, Saint-Denis, France               | États-Unis | 1 - 1    | Match amical | Titulaire.                                 |
| 2. | 9 juin 2013      | Arena do Grêmio, Porto Alegre, Brésil              | Brésil     | 3 - 0    | Match amical | Titulaire.                                 |
| 3. | 7 septembre 2014 | Stade de l'Étoile rouge, Belgrade, Serbie          | Serbie     | 1 - 1    | Match amical | Titulaire.                                 |
| 4. | 14 octobre 2014  | Stade Républicain Vazgen-Sargsian, Erevan, Arménie | Arménie    | 3 - 0    | Match amical | Titulaire.                                 |
| 5. | 29 mars 2016     | Stade de France, Saint-Denis, France               | Russie     | 4 - 2    | Match amical | 46e à la place de Évra puis 53e par Digne. |

## Palmarès
Avec le FC Sochaux-Montbéliard, il remporte la Coupe de la Ligue en 2004 après avoir été finaliste en 2003.
Parti ensuite en Espagne, d'abord sous le maillot du Valence CF, il remporte le Trophée Naranja, tournoi estival, à quatre reprises en 2010, 2011, 2012 et 2013.
Il rejoint ensuite le FC Barcelone, avec lequel il remporte ses premiers titres européens. Tout d'abord le plus prestigieux, la Ligue des champions en 2015 puis la Supercoupe de l'UEFA ainsi que la Coupe du monde des clubs de la FIFA la même année. Sur le plan national, il est champion d'Espagne en 2015 et 2016 et remporte la Coupe du Roi en 2015 et 2016. Il remporte la Supercoupe d'Espagne 2016.
Avec le Sporting CP, il remporte la Coupe de la Ligue portugaise en 2018, ainsi que la Coupe du Portugal en 2019.

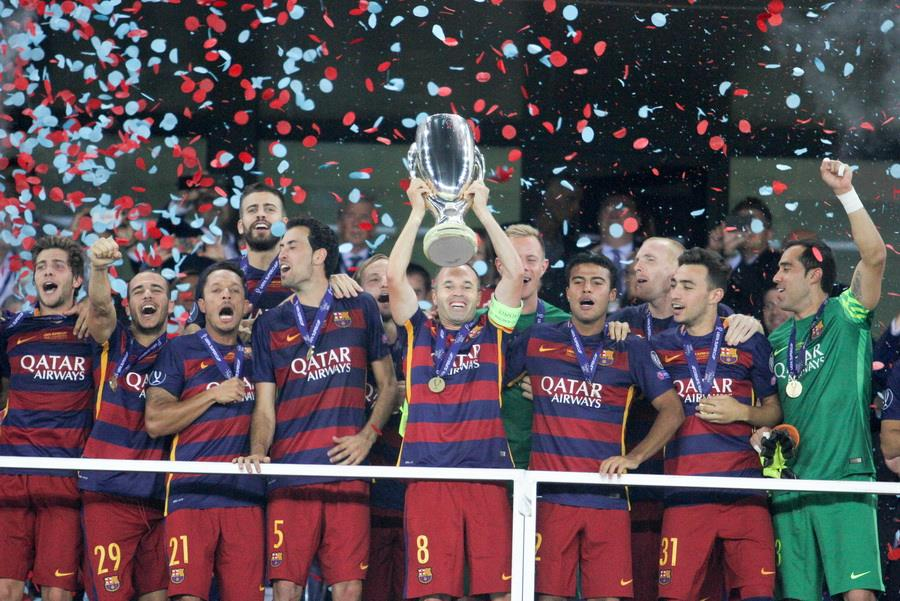
Mathieu (3e à g.) et le Barça, vainqueurs de la Supercoupe de l'UEFA 2015.

| FC Sochaux-Montbéliard (1)                                      | FC Barcelone (8) | Sporting CP (2) |
| --------------------------------------------------------------- | --- | --- |
| - Coupe de la Ligue (1) : - Vainqueur : 2004 - Finaliste : 2003 | - Championnat d'Espagne (2) : - Champion : 2015 et 2016 - Vice-champion : 2017 - Coupe d'Espagne (2) : - Vainqueur : 2015 et 2016 - Supercoupe d'Espagne (1) : - Vainqueur : 2016 - Finaliste : 2015 - Ligue des Champions (1) - Vainqueur : 2015 - Supercoupe de l'UEFA (1) - Vainqueur : 2015 - Coupe du monde des clubs (1) - Vainqueur : 2015 | - Coupe du Portugal (1) : - Vainqueur : 2019 - Finaliste : 2018 - Coupe de la Ligue (1) : - Vainqueur : 2018 - Supercoupe du Portugal : - Finaliste : 2019 |